# پیتر دیوید
پیتر دیوید (انگلیسی: Peter David؛ زادهٔ ۲۳ سپتامبر ۱۹۵۶ – درگذشته ۲۴ مه ۲۰۲۵) نویسنده، رمان‌نویس، و فیلم‌نامه‌نویس اهل ایالات متحده آمریکا بود که برنده جوایزی همچون جایزه رسانه‌ای گلد شده است.